# Maxime Authom
Maxime Authom (* 29. března 1987 La Louvière) je belgický profesionální tenista. Ve své dosavadní kariéře nevyhrál na okruhu ATP World Tour žádný turnaj. Na challengerech ATP a okruhu ITF získal do září 2012 sedm titulů ve dvouhře a tři ve čtyřhře.
Na žebříčku ATP byl ve dvouhře nejvýše klasifikován v červnu 2012 na 172. místě a ve čtyřhře pak v srpnu téhož roku na 280. místě. Trénuje ho Pim Van Mele.
Premiérový start v hlavní soutěži grandslamového turnaje zaznamenal na newyorském US Open 2012, kde v úvodním kole dvouhry podlehl německému hráči Björnu Phauemu ve čtyřech sadách.

## Finále na challengerech ATP

### Dvouhra: 1 (0–1)
| Stav      | Č. | Datum           | Turnaj   | Povrch | Soupeř ve finále | Výsledek |
| --------- | -- | --------------- | -------- | ------ | ---------------- | -------- |
| Finalista | 1. | 19. března 2012 | Rimouski | tvrdý  | Vasek Pospisil   | 6–7, 4–6 |